# Sebastiaan Matte
Sebastiaan Matte (Ieper) was een geusgezinde opstandeling en calvinistische predikant uit Ieper. Matte oefende het beroep van hoedenmaker uit. Hij stond aan het hoofd van een bende opstandelingen die meerdere kerken gevandaliseerd heeft. Volgens overlevering zou hij een klein, dik mannetje geweest zijn, met een korte baard. Sebastiaan zou ook een goede spreker geweest zijn. Vaak werden zijn toespraken gevolgd door plunderingen en vernielingen van kerken, kloosters en abdijen.

## Opstand van 1566

### 26 mei
Matte hield een van zijn eerste hagenpreken in Roesbrugge.

### 21 juli
Matte houdt opnieuw een hagenpreek voor 8000 mensen te Hondschote. Zelf wordt hij beschermd door bewapende Geuzen. Hij zou dan na de toespraak twee kinderen gedoopt hebben in protestantse stijl.

### 1 augustus

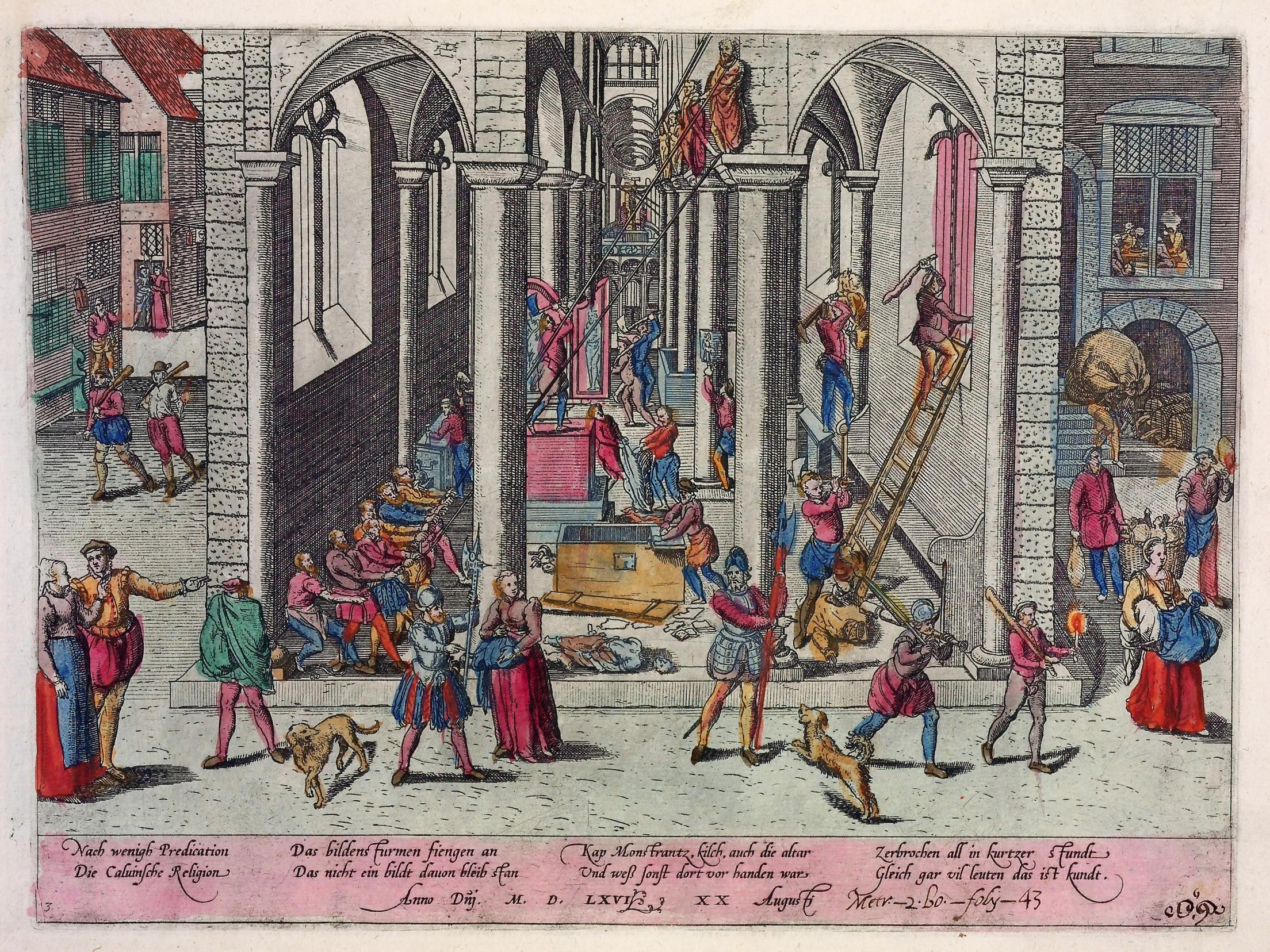
Beeldenstorm op 20 augustus 1566 in de Onze-Lieve-Vrouwekathedraal te Antwerpen (Frans Hogenberg)

Matte kwam terug uit ballingschap van Engeland. Hij wist een troep van rond de 2000 gewapende man op de been te brengen en zich naar de poorten van Veurne te begeven.

### 10 augustus
Te Steenvoorde hield hij op 10 augustus later dat jaar nog een hagenpreek. Er kwamen 2000 mensen luisteren naar zijn betoog. Na de preek zouden een twintigtal opstandelingen het Sint-Laurentiusklooster binnendrongen zijn. Op deze dag werden er voor het eerst vandalisme gepleegd. Deze dag wordt historisch beschouwd als het officiële startsein van de Beeldenstorm in de Lage Landen.

### 14 augustus
Op 14 augustus 1566 hield hij op het kerkhof van de O.-L.-Vrouwenkerk van Poperinge nog een hagenpreek voor een grote bende gewapende opstandelingen. De preek was zo hevig dat een beeldenstorm het gevolg was. In de nacht van 14 op 15 augustus braken de geuzen de kerken van Vlamertinge, Elverdinge en Reningelst binnen. Ze vernielden en plunderden de kerken.

### 15 augustus
Op Onze-Lieve-Vrouw-Hemelvaart ging de bende naar Ieper. Ze konden echter de stad niet in aangezien de stadspoorten gesloten waren, vervolgens plunderden vernielden zij de kerken en kloosters rond de stad af o.a. de kerken van Voormezele en Zonnebeke.

### 16 augustus
Op 16 augustus 1566 vallen Matte en zijn mannen de kerken te Poperinge binnen. Later vestigt hij zich als "minister" in Hondschote.

## Nasleep
Sebastiaan Matte wordt uiteindelijk verbannen uit Vlaanderen en gaat in 1571 in Frankfurt wonen en prediken.